# Palpita candidalis
Palpita candidalis là một loài bướm đêm trong họ Crambidae.